# Ladislav Vilímek
Ladislav Vilímek (* 29. května 1940 Jihlava) je český archivář, badatel a historik.

## Život
Narodil se v rodině jihlavského živnostníka. Pro svůj původ nebyl přijat na jinou střední školu než na textilní průmyslovou školu v Heleníně. V letech 1995–2002 pracoval v jihlavském okresním archivu. V roce 2002 odešel do důchodu.

Píše odborné i popularizační články. Zaměřuje se především na historii Jihlavska a zejména na dějiny Židů na Jihlavsku. Vytvořil kartotéku židovských obyvatel Jihlavska, která rovněž obsahuje seznam všech jihlavských obětí holokaustu.
V roce 2014 obdržel Cenu primátora statutárního města Jihlavy. V roce 2017 získal Ladislav Vilímek Nejvyšší ocenění Kraje Vysočina, přesná kategorie byla uveřejněna v říjnu 2017, obdržel Kamennou medaili Kraje Vysočina.